# Гомельська Юлія Олександрівна
Юлія Олександрівна Гомельська (англ. Julia Gomelskaya, рос. Юлия Гомельская; нар. 11 березня 1964 — 4 грудня 2016) — український композитор, член Національної Спілки композиторів України, лауреат Премії імені Бориса Лятошинського (2011).

## Біографія
Юлія закінчила Одеську консерваторію імені А. В. Нежданової (Одеську національну музичну академію імені А. В. Нежданової) у класі композиції проф. Олександра Красотова,. У 1995 була нагороджена стипендією від Гилдхолської школи музики та театру, Лондон (Guildhall School of Music and Drama) для навчання в аспірантурі у класі проф. Роберта Сакстона (Robert Saxton). В 1996 захистила MMus ступінь з відзнакою в Лондонському міському університеті.
Кандидат мистецтвознавства. Доцент Одеської національної музичної академії імені А. В. Нежданової. Авторка симфонічної, балетної, камерної та вокальної музики. Член правління Національної Спілки композиторів України та Української секції ISCM — Міжнародне товариство сучасної музики.
Учасниця міжнародних фестивалів — World Music Days ISCM: (Загреб 2011, Швеція 2009, Швейцарія 2004, Гонконг 2002, Люксембург 2000), XXVI Festival «TRIESTE PRIMA» (Італія, 2012), UNICUM Фестиваль, Любляна (Словенія 2012), Турський квітник
(Франція, 2006), 48 la Biennale di Venezia 2004 (Італія 2004), FMF Schweiz 2000, 2002, 2003, 2009 (Швейцарія), Spitalfields фестиваль 1996, 1997, Opera and Theatre Lab 1996, Mayfield фестиваль 2000 (Велика Британія). Її твори виконувалися у таких концертних залах, як (Wigmore Hall і Purcell Room (Лондон, 1998, 2001, 2002), «Gran Teatre del Liceu» (Барселона, 2002). В 2008 її балет «Jane Eyre» був виконаний Лондонським дитячим балетом в Peacock театрі (Лондон). У 2002 році її камерна опера «The Divine Sarah» на лібрето Майкла Ірвіна була записана BBC Radio 3 (Лондон).
З 1990 року викладала в Одеській національній музичній академії імені А. В. Нежданової на кафедрі теорії музики та композиції (дисципліни: композиція, інструментування, інструментознавство, методика композиції, гармонія). Ю. О. Гомельська є автором 90 творів, вона — постійний учасник Національних фестивалів сучасної музики «Київ Музик Фест», «Музичні прем'єри сезону» (Київ, Україна), «Два дні і дві ночі нової музики», активно співпрацює з українськими та закордонними виконавцями. Має фондові записи на Національному радіо та на радіо у Великій Британії, Швейцарії, Франції, Бельгії та ін.
Загинула в автокатастрофі.

## Нагороди
- the 1st prize at the 2nd International Composition Contest of Comines (Belgium, 2003),
- the 1st prize at the 35th Concours International de Chant Choral Florilege de Tours, France, 2006[11].
- Laureate of the Boris Liatoshyns'kyj Prize Лятошинський Борис Миколайович (Лятошинский Борис Николаевич) of the Ukrainian Ministry for Culture and Arts (2011)[3].
- Laureate of Odessa Municipal Prize 2006[16].

## Твори
Твори на сайті Official Site of Julia GOMELSKAYA
2015
- «DiaDem-Julia» для двох скрипок

2014
- «Magnit» Symphony № 3 for symphony orchestra (picc.2.2.2.2\4.3.3.1\3 perc.\harp\strings)
- "Планета «Життя» для струнного оркестру і фортепіано
- «Jessenin-Pastelle» for bass-baritone, accordion and piano, poems by Sergej Jessenin (in German)
- «Єсенін-пастелі» версія для мецо, баяна и фортепіано за поезією Сергія Єсеніна
- Two songs for female choir on folk Ukrainian texts: «Lulli vid Yuli» (lullaby) and «Kucheriava Kateryna»
- «Теплий дощ» («DiaDem-Domra» (N5) для домри і фортепіано
- «Мереживо-живе» для трьох бандур
- «Україночка» версія для домри, балалайки, баяна и бас-балалайки
- «Непрошіптані слова» версія для сопрано, флейти, фортепіано и струнного оркестру за поезією О.Матушек
- «До сонця» версія для струнного оркестру і фортепіано
- «Поза гравітацією» версія для сопрано, флейти, кларнета, фортепіано та струнного оркестру за поезією Г.Льюис (англійською)